# Tayabas
Tayabas es una ciudad componente filipina de sexta clase, perteneciente a la provincia de Quezon, en la región de Calabarzon.

## Historia
Hacia mediados del siglo XIX, el lugar, por entonces cabecera de la provincia homónima, tenía contabilizada una población de 2265 habitantes, repartidos en 1800 casas. Aparece descrito en el segundo volumen del Diccionario geográfico, estadístico, histórico de las Islas Filipinas (1851) de Manuel Buzeta Núñez y Felipe Bravo con las siguientes palabras:

TAYABAS: pueblo con cura y gobernadorcillo, en la isla de Luzon, cab. de la prov. de su mismo nombre, dióc. de Nueva Cáceres, sit. en los 125° 16' 20" long. 13° 57' 30" lat., á la orilla de un rio, en terr. llano y clima templado y saludable. Tiene 1,800 casas, siendo las principales de ellas la casa real donde habita el alc. m. de la prov., la casa parroquial y la de comunidad donde está la cárcel. Hay una escuela de instruccion primaria con una dotacion de los fondos de comunidad y algunas otras particulares. El cementerio dista poco de la iglesia, y está bien ventilado. Sale de este pueblo para los demás de la prov. todas las semanas un correo, recibiéndose tambien de los mismos otro que guarda igual periodo. Confina el térm. por N. con los de Lucban y Maubau, de los que le separa ó divide la cordillera que se eleva por el centro de la prov.; por E. con el de Pagbilao, que dista unas 2 ½ leg.; por S. O. con el de Sariaga á 1 id, y por S. con el mar, antes del cual se encuentran dos guardias ó bantays, que tienen un corto número de casas, las cuales hemos incluido con las demás del pueblo. El terr. es montuoso y lo riegan un número considerable de rios que nacen en la referida cordillera y en las vertientes del pico de Banajao, que se halla 1 leg. al N. O. del pueblo. pobl.: almas 2,265, trib. 4,712; y administra esta parroquia un cura regular.
(Buzeta y Bravo, 1851, p. 448)

En 2020, tenía censados 112 658 habitantes.